# 1803
Промислова революція •  Російська імперія • Наполеонівські війни

## Геополітична ситуація
Імператор Російської імперії — Олександр I (до 1825). Україну розділено між двома державами. Королівство Галичини та Володимирії належить Австрії. Правобережжя, Лівобережжя та Крим належать Російській імперії. Задунайська Січ існує під протекторатом Османської імперії.
В Османській імперії править султан Селім III (до 1807). Під владою османів перебувають Близький Схід та Єгипет, Середземноморське узбережжя Північної Африки, частина Закавказзя, значні території в Європі: Греція, Болгарія і Сербія. Васалами османів є Волощина та Молдова.
Священна Римська імперія охоплює, крім німецьких земель, Угорщину з Хорватією, Трансильванію, Богемію. Імперію очолює Франц II (до 1835). Король Пруссії — Фрідріх-Вільгельм III (до 1840).
У Французькій республіці триває період Консулату, посаду першого консула обіймає Наполеон Бонапарт. Франція має колонії в Америці та Індії. Король Іспанії — Карл IV (до 1808). Королівству Іспанія належать південь Італії, Нова Іспанія, Нова Гранада, Віцекоролівство Перу, Внутрішні провінції та Віцекоролівство Ріо-де-ла-Плата в Америці, Філіппіни. У Португалії королює Марія I (до 1816). Португалія має володіння в Бразилії, в Африці, в Індії, в Індійському океані й Індонезії. На троні Великої Британії сидить Георг III (до 1820). Британія має колонії в Північній Америці, на Карибах та в Індії.
Сполучені Штати Америки займають територію частини колишніх британських колоній та купленої у Франції Луїзіани. Посаду президента США обіймає Томас Джефферсон. Територія на півночі північноамериканського континенту належить Великій Британії, вона розділена на Нижню Канаду та Верхню Канаду, територія на півдні та заході континенту належить Іспанії.
У нижніх землях встановилася Батавська республіка. Вона має колонії в Америці, Індонезії та на Формозі. Король Данії та Норвегії — Кристіан VII (до 1808), на шведському троні сидить Густав IV Адольф (до 1837). На Апеннінському півострові існують маріонеткові Лігурійська, Італійська республіки, що перебувають під протекторатом Франції, Папська держава. У Швейцарії відновилася конфедерація.
В Ірані при владі Каджари. Імперія Маратха контролює значну частину Індостану. Зростає могутність Британської Ост-Індійської компанії. У Пенджабі виникла Сикхська держава. У Бірмі править династія Конбаун, у В'єтнамі — династія Нгуєн. У Китаї володарює Династія Цін. У Японії триває період Едо.

## Події

### В Україні
- У Батурині добудовано палац Розумовського, хоча цього ж року останній гетьман України помер.
- Фелікс де Рібас заснував в Одесі Міський сад.

### У світі
- 19 лютого перший консул Франції Наполеон Бонапарт видав Акт примирення, яким ліквідував Гельветійську республіку у встановив у Швейцарії конфедерацію кантонів.
- 20 лютого британський підрозділ захопив місто Канді на Цейлоні.
- 25 лютого відповідно до Заключної постанови імперської депутації (Reichsdeputationshauptschluss) відбувся значний перерозподіл земель у Священній Римській імперії.
- 1 березня Огайо стало 17-м штатом США, хоча офіційно рішення про це забули затвердити й виправили помилку лише в 1953 році.
- 30 квітня США купили у Франції Луїзіану.
- У травні Наполеон розпочав підготовку до вторгнення в Британію.
- 18 травня Велика Британія оголосила війну Франції.
- 23 липня в Ірландії почалося повстання Роберта Еммета.
- 3 серпня почалася Третя Марахтська війна.
  - 11 вересня британці виграли Делійську битву.
  - 23 вересня британці здобули перемогу в битві при Асаї.
  - 14 жовтня Британська Ост-Індська компанія захопила Оріссу.
- 18 листопада гаїтянська армія з Жаном-Жаком Дессаліном здобула перемогу над військом Наполеона.
- 30 листопада іспанці офіційно передали французам Луїзіану, а 20 грудня французи офіційно передали її американцям, що збільшило площу США вдвічі.

### Наука
- У Нормандії впав метеорит L'Aigle, дослідження якого Жаном-Батистом Біо змусило Французьку академію наук визнати, що каміння падає з неба.
- Джон Дальтон ввів поняття атомної маси. Він також вперше почав позначати хімічні елементи літерами.
- Вільям Генрі сформулював закон щодо розчинності газу в рідині, який отримав його ім'я — закон Генрі.
- Вільям Волластон відкрив Родій.
- Смітсон Теннант відкрив Індій та Осмій.
- Єнс Якоб Берцеліус, Вільгельм фон Гізінґер та незалежно від них Мартін Генріх Клапрот відкрили Церій.
- Медаль Коплі отримав хімік Річард Ченевікс.

### Культура
- В Угорщині відкрила двері для публіки бібліотека Ференца Сечені.
- Відбулася прем'єра п'єси Фрідріха Шиллера «Мессинська наречена».
- Людвіг ван Бетховен написав Симфонію № 3 (Героїчну).

### Засновані
- Королівські музеї витончених мистецтв (Брюссель)

### Зникли
- Айхштетське князівство-єпископство
- Аренберзьке герцогство
- Аугсбурзьке князівство-єпископство
- Баденське маркграфство
- Берхтесгаденське пробство
- Вестфальське герцогство
- Вюртемберзьке герцогство
- Нова (Західна) Галичина
- Гархвал (держава)
- Гельветійська республіка
- Гессен-Кассельське ландграфство
- Гільдесгаймське князівство-єпископство
- Князівство-архієпископство Зальцбурзьке
- Кельнське курфюрство
- Курпфальц
- Любецьке князівство-єпископство
- Майнцьке курфюрство
- Падерборнське князівство-єпископство
- Північно-Західна територія (США — Northwest Territory)
- Трірське курфюрство
- Штольберг-Рослаське графство

## Народились
Див. також Категорія:Народились 1803
- 25 травня — Ральф Валдо Емерсон, американський письменник, поет
- 24 липня — Адольф Адан, французький композитор
- 28 вересня — Проспер Меріме, французький письменник

## Померли
Див. також Категорія:Померли 1803
- 21 січня — Кирило Розумовський, останній гетьман України
- 31 жовтня — Петро Калнишевський